# Marine de la république islamique d'Iran
La Marine de la république islamique d'Iran est la marine de guerre de l'Iran.
Sa mission est principalement de protéger les ports et navires iraniens. Une de ses missions fut d'escorter les navires marchands iraniens pendant la guerre du Golfe et de se tenir prête à intervenir contre les navires ennemis, ce qui avait déjà été le cas pendant la guerre Iran-Irak.
Dans les années 1970, l'Iran avait planifié l'extension de sa zone d'influence maritime jusqu'à l'océan Indien, mais ce but a été mis de côté par la révolution de 1979, la guerre Iran-Irak entre 1980 et 1988, et des fonds limités depuis lors. Ces conditions ont laissé la marine iranienne peu efficace pour projeter ses forces dans le golfe Persique avec des sous-marins et de grands bâtiments de surface.
Depuis 1985, la Marine du corps des gardiens de la révolution islamique dispose d'une force maritime d'attaque rapide qui supplée la marine conventionnelle.

## Histoire
La Marine iranienne a toujours été la branche la plus petite des forces armées iraniennes. Lors de l'invasion anglo-soviétique de l'Iran, à l'aube du 25 août 1941, une attaque du sloop britannique HMS Shoreham dans le port d'Abadan coule rapidement le sloop iranien Palang (« panthère » en persan), et les bateaux restants sont détruits ou capturés. Les pertes totales iraniennes dans les opérations navales sont de deux navires de guerre coulés et quatre autres mis hors d'usage par la Royal Navy. Six avions de chasse persans sont abattus. Approximativement 800 soldats, marins et pilotes iraniens sont tués, dont Gholamali Bayandor, amiral de la flotte iranienne.
Avant 1971, elle utilisait principalement des matériels d'origine américaine ou britannique. Pendant les huit années suivantes, la flotte s'agrandit de destroyers américains et britanniques plus modernes, des frégates et de nombreux petits vaisseaux, dont des navires rapides et des aéroglisseurs.
Avec la révolution iranienne et la chute du Shah en 1979, les États-Unis d'Amérique ont sanctionné l'Iran économiquement, limitant ainsi son aptitude à équiper et à maintenir ses équipements militaires. La Marine a été touchée encore plus durement que l'armée de terre ou les forces aériennes, puisque plusieurs navires ont dû être désarmés. La marine iranienne a subi des pertes limitées contre l'Irak pendant la guerre Iran-Irak.
Des dommages plus importants ont été occasionnés après que les forces américaines commencent à escorter les navires pétroliers koweïtiens pendant l'opération Earnest Will en 1988-1989. En septembre 1988, le mouilleur de mines Iran Ajr a été capturé et coulé pendant l'opération Prime Chance. Le 14 avril 1988, les mines iraniennes ont pratiquement coulé le USS Samuel B. Roberts (FFG-58). Quatre jours plus tard, les forces américaines ont mené une opération appelée Praying Mantis durant laquelle ils ont endommagé le patrouilleur iranien Joshan et coulé la frégate Sahand et plusieurs petits vaisseaux rapides.
L'Iran s'est équipé de nombreux patrouilleurs, de sous-marins de poche et de missiles mer-mer. À la place des équipements occidentaux, l'Iran a acheté son équipement à la Russie, à la république populaire de Chine et à la Corée du Nord. L'Iran a participé à des exercices navals avec le Pakistan et l'Inde.
Ne pouvant rivaliser avec les marines occidentales au niveau technologique, sa stratégie s'inspire de la Jeune École française, visant à submerger les défenses de grands navires par des attaques de nombreux petits bâtiments de surface et sous-marins de poche et l’utilisation de mines.

## Bases navales principales
En 1977, le corps de la flotte a été transféré de Khorramchahr au nouveau quartier général de Bandar Abbas. Bouchehr était l'autre base navale principale. Des installations plus petites sont situées à Khorramchahr, sur l'île de Kharg et à Bandar-e Emam Khomeyni (précédemment connue sous le nom de Bandar-e Shahpur). Bandar-e Anzali (précédemment connue sous le nom de Bandar-e Pahlavi) était la principale base d'entraînement et le port d'attache de la petite flotte de la mer Caspienne, qui consistait en un dragueur de mines et quelques navires rapides. La base navale de Tchabahar (ou Bandar-e Beheshti) sur le golfe d'Oman est en construction depuis la fin des années 1970 et n'était toujours pas terminée en 1987. Des installations plus petites sont situées près du détroit d'Ormuz.
- Bandar-e Emam Khomeyni
- Shahid Rajaie
- Bandar-e Anzali
- Noshahr
- Bouchehr
- Chabahar
- Kharg

## Navires

### Sous-marins conventionnels

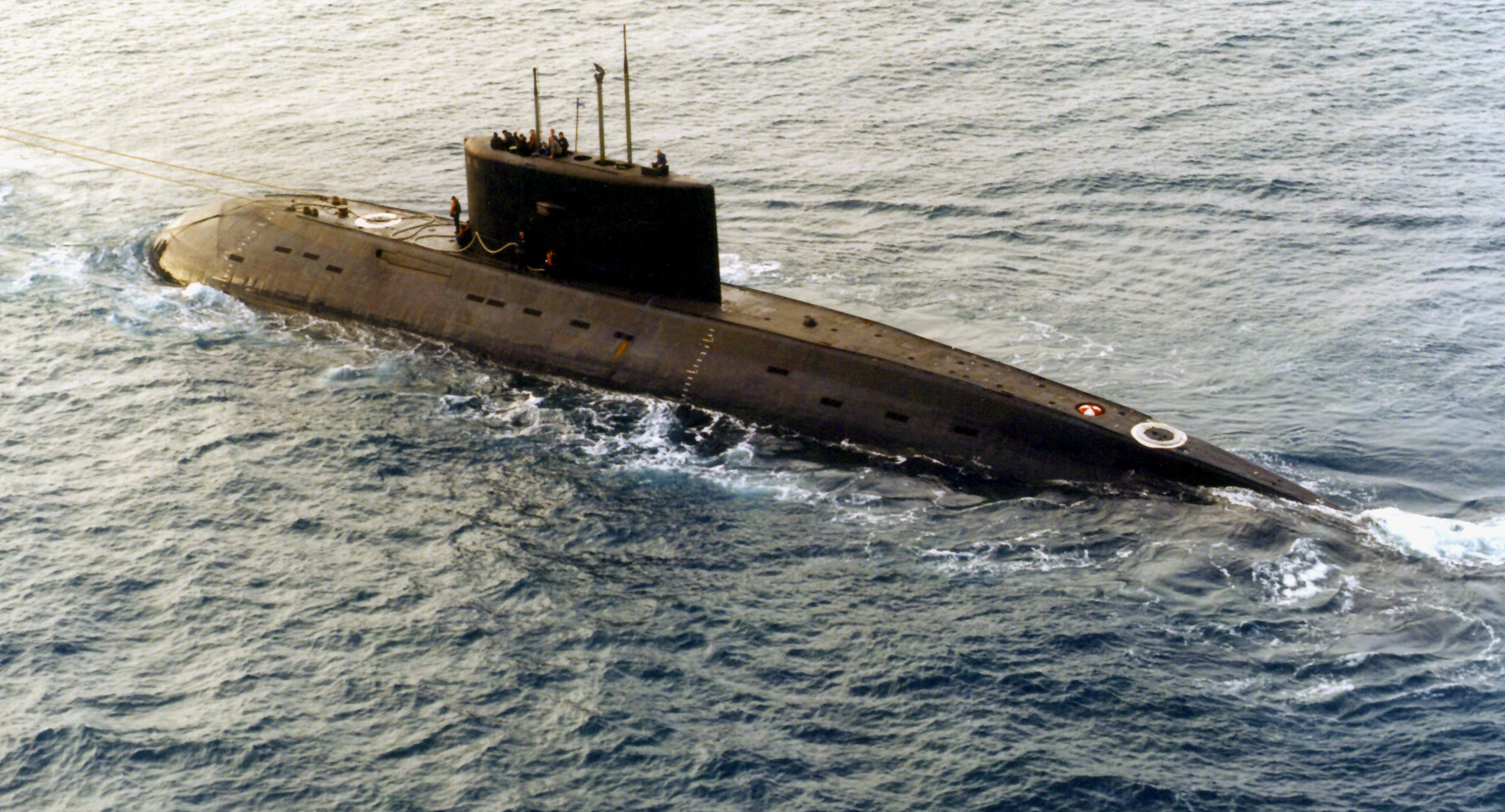
Un des trois Kilo 877EKM de la marine iranienne

Classe Kilo (commissionnés fin 1992, à l'été 1993 et au début 1996):
| Numéro | Type/Classe         | Nom         | En service | Notes                           | Image |
| ------ | ------------------- | ----------- | ---------- | ------------------------------- | ----- |
| 901    | Classe Kilo 877 EKM | Tareq (901) | 1992       | Sa base se situe à Bandar Abbas |       |
| 902    | Classe Kilo 877EKM  | Nooh (902)  | 1993       | Sa base se situe à Bandar Abbas |       |
| 903    | Classe Kilo 877 EKM | Yunes (903) | 1997       | Sa base se situe à Bandar Abbas |       |
| 976    | Classe Besat        | Besat       | 2013       |                                 |       |
| 920    | Classe Fateh        | Fateh       | 2011       |                                 |       |

### Sous-marins de poche
classe Nahang :
- Nahang (2006)

classe Ghadir :

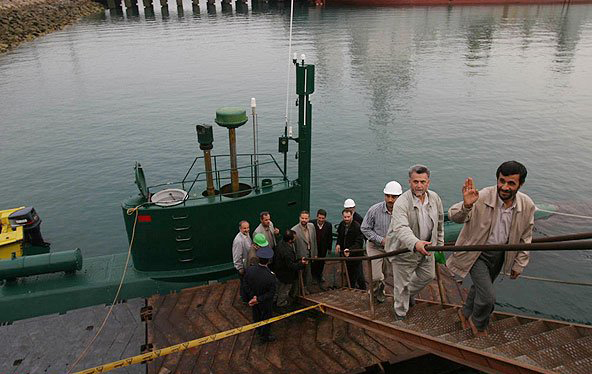
Le président Mahmoud Ahmadinejad inspectant un mini sous-marin Ghadir

- Ghadir (basés apparemment sur les MG110 de conception italienne utilisés par le Pakistan[5], [6])
- 17 exemplaires au 28 novembre 2012[7]

classe Yugo ou Yono (reçus de la Corée du Nord en juillet 2007):
- 16

### Frégates

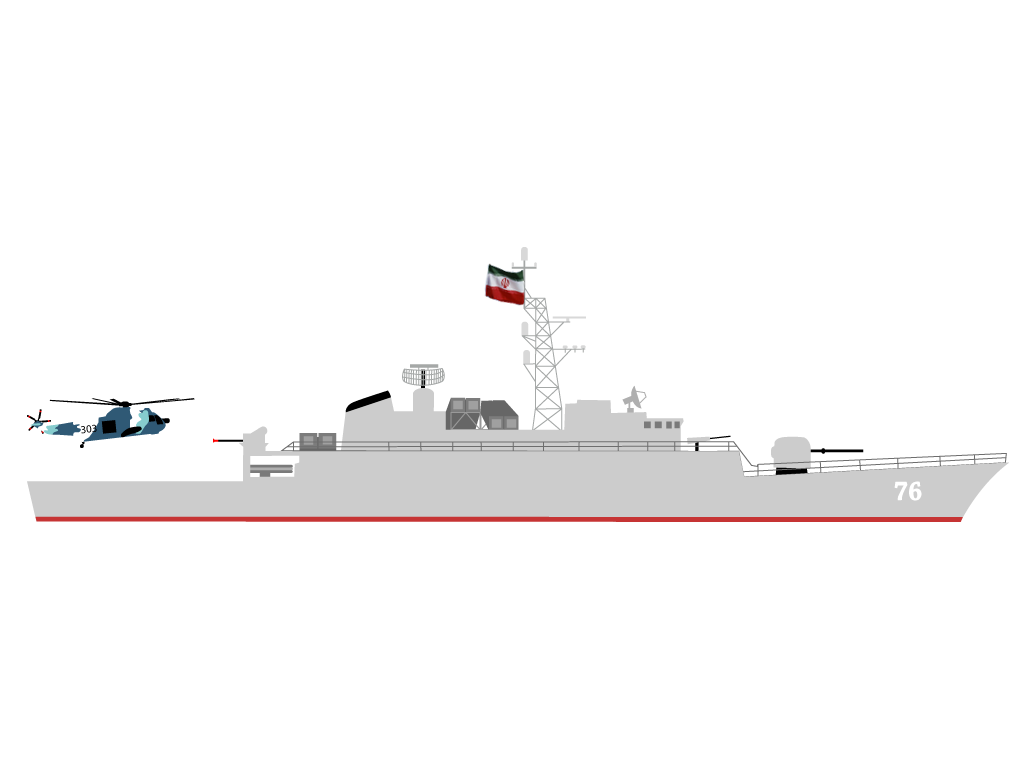
schéma d'une frégate de classe Moudge

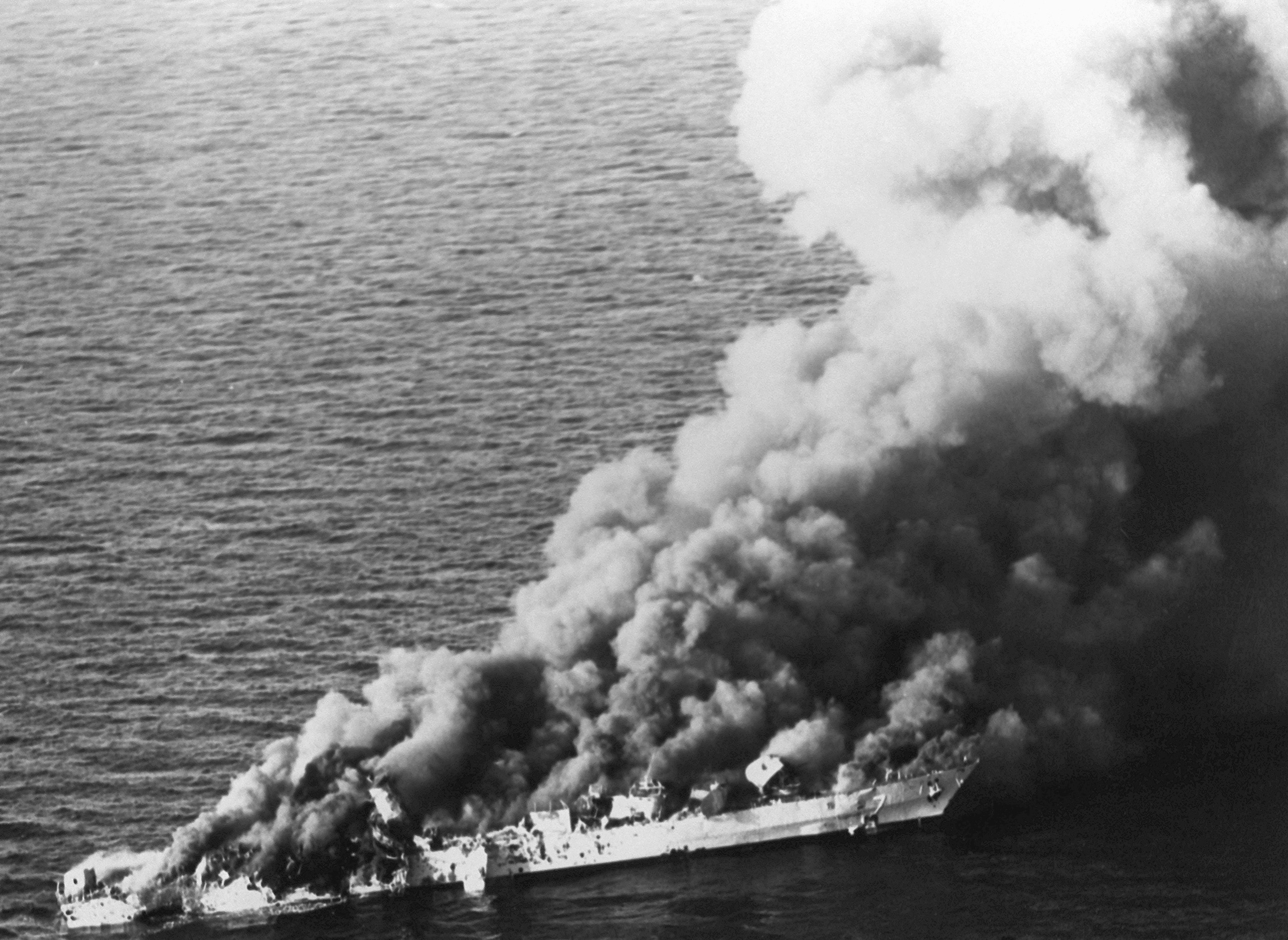
En 1988, la frégate IS Sahand en flammes après avoir reçu 3 missiles antinavires AGM-84 Harpoon et des bombes à sous-munitions

| Numéro de fanion | Classe        | Nom      | Mise en service | Notes                                                  | Image |
| ---------------- | ------------- | -------- | --------------- | ------------------------------------------------------ | ----- |
| F-71             | Classe Alvand | Alvand   | 1971            | Ex-Saam                                                |       |
| F-72             | Classe Alvand | Alborz   | 1971            | Ex-Zaal                                                |       |
| F-73             | Classe Alvand | Sabalan  | 1972            | Ex-Rostam                                              |       |
| F-74             | Classe Alvand | Sahand   |                 | Coulé en 1988                                          |       |
| 76               | Classe Moudge | Jamaran  | 2010            | En service                                             |       |
| 77               | Classe Moudge | Damavand | 2015            | Coulé en 2018 ; en reconstruction                      |       |
| 74               | Classe Moudge | Sahand   | 2018            | Chavirage dans le port de Bandar Abbas en juillet 2024 |       |
| 75               | Classe Moudge | Déna     | 2021            | En service                                             |       |
|                  | Classe Moudge | Moudge 4 |                 | En construction                                        |       |
|                  | Classe Moudge | Moudge 6 |                 | En construction                                        |       |

### Corvettes
| Numéro | Type/Classe     | Nom      | En service | Notes                                                                        | Image |
| ------ | --------------- | -------- | ---------- | ---------------------------------------------------------------------------- | ----- |
| 81     | Classe Bayandor | Bayandor | 1964       | ex-PF-103 a été remis à niveau durant 2 ans et remis en service en juin 2013 |       |
| 82     | Classe Bayandor | Naghdi   | 1964       | ex-PF-103                                                                    |       |
| 802    | Classe Hamzeh   |          | 1965       |                                                                              |       |

### Patrouilleurs
Type 021:
- Fath (p. 313-1)
- Nasr (p. 313-2)
- Saf (p. 313-3)
- Ra'ad (p. 313-4)
- Fajr (p. 313-5)
- Shams (p. 313-6)
- Me'raj (p. 313-7)
- Falaq (p. 313-8)
- Hadid (p. 313-9)
- Qadir (p. 313-10)

Classe Kaman (Type Combattante II):
- Kaman (p. 221)
- Xoubin (p. 222)
- Khadang (p. 223)
- Paykan (p. 224)
- Joshan (p. 225)
- Falakhon (p. 226)
- Shamshir (p. 227)
- Gorz (p. 228)
- Gardouneh (p. 229)
- Khanjar (p. 230)
- Neyzeh (p. 231)
- Tabarzin (p. 232)

### Navires auxiliaires
| Numéro | Type                      | Nom                         | En service      | Notes                                  | Image |
| ------ | ------------------------- | --------------------------- | --------------- | -------------------------------------- | ----- |
| 441    | Base mobile               | IRINS Makran                | 12 janvier 2021 | Pétrolier reconverti de 100 000 tonnes |       |
| 421    | Navire ravitailleur léger | Bandar Abbas                | 1973            |                                        |       |
| 422    | Navire ravitailleur léger | Bushehr                     | 1974            |                                        |       |
| ...    | Cargo                     | Delvar                      |                 |                                        |       |
| ...    | Cargo                     | Charak                      |                 |                                        |       |
| 482    | Cargo                     | Chiroo                      |                 |                                        |       |
| ...    | Cargo                     | Souru                       |                 |                                        |       |
| ...    | Navire-citerne            | Silim                       |                 |                                        |       |
| ...    | Navire-citerne            | Sirjan                      |                 |                                        |       |
| ...    | Navire-citerne            | Dayer                       |                 |                                        |       |
| 1409   | Navire de transport       | Classe Hendijan/Hendijan    |                 |                                        |       |
| ...    | Navire de transport       | Classe Hendijan/Konarak     |                 |                                        |       |
| ...    | Navire de transport       | Classe Hendijan/Geno        |                 |                                        |       |
| ...    | Navire de transport       | Classe Hendijan/Ganaveh     |                 |                                        |       |
| ...    | Navire de transport       | Classe Hendijan/Gavatar     |                 |                                        |       |
| ...    | Navire de transport       | Classe Hendijan/Moqam       |                 |                                        |       |
| ...    | Navire de transport       | Classe Hendijan/Rostami     |                 |                                        |       |
| ...    | Navire de transport       | Classe Hendijan/Nayband     |                 |                                        |       |
| ...    | Navire de transport       | Classe Hendijan/Maqam       |                 |                                        |       |
| ...    | Navire de transport       | Classe Hendijan/Khoramshahr |                 |                                        |       |
| ...    | Navire de transport       | Classe Hendijan/Bahregan    |                 |                                        |       |
| 411    | Navire-citerne            | Kangan                      | 1979            |                                        |       |
| 412    | Navire-citerne            | Teheri                      | 1979            |                                        |       |
| ...    | Navire-citerne            | Marjani                     | 1979            |                                        |       |
| ...    | Navire-citerne            | Amir                        | 1979            |                                        |       |

## Aéronautique navale

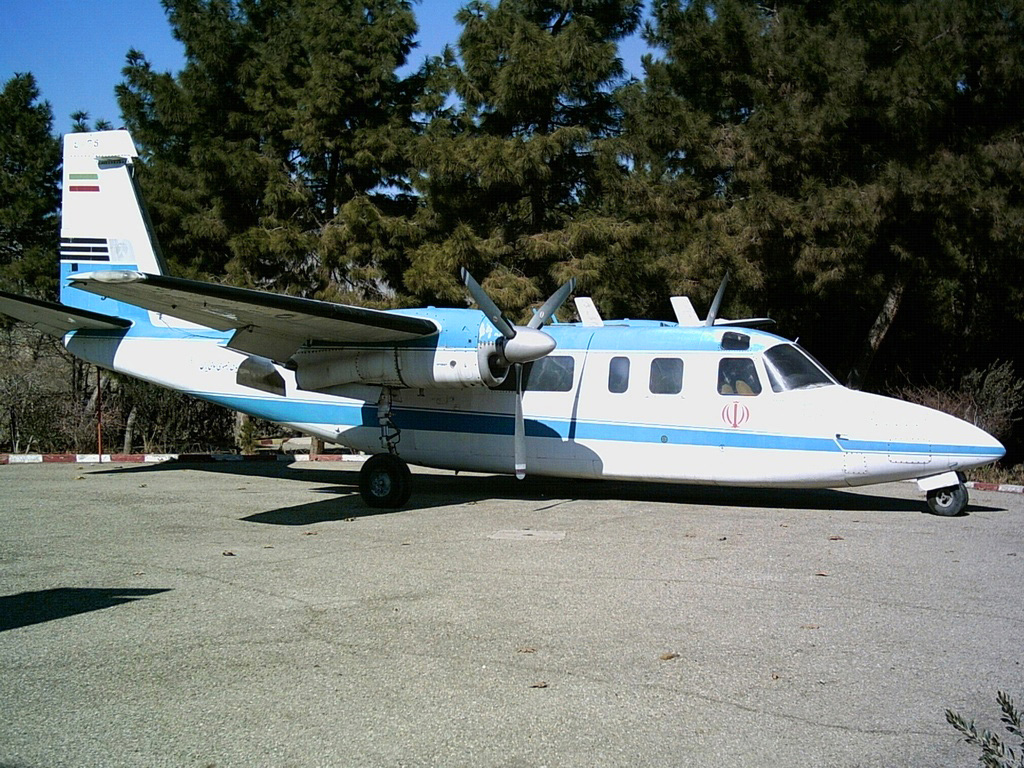
Rockwell 690 Turbo Commander de l'aéronautique navale

| Aéronef                     | Type                                                  | Variantes          | En service | Notes                           | Image |
| --------------------------- | ----------------------------------------------------- | ------------------ | ---------- | ------------------------------- | ----- |
| Sikorsky CH-53 Sea Stallion | poseurs de mines, hélicoptère de transport lourd      | RH-53D             | 3          |                                 |       |
| Sikorsky SH-3 Sea King      | lutte anti-sous-marine/hélicoptère de transport moyen | ASH-3D             | 10         | construit par Agusta en Italie. |       |
| Mil Mi-17                   | Lutte antisurface/hélicoptère de transport moyen      | Mi-171             |            |                                 |       |
| Bell UH-1 Iroquois          | lutte anti-sous-marine/hélicoptère de transport moyen | AB 212ASW          | 14         | construit par Agusta en Italie. |       |
| Fokker F27 Friendship       | Avion de transport                                    | F27-400M           | 4          |                                 |       |
| Dassault Falcon 20          | Avion de ligne/transport de VIP                       | Mystère/Falcon 20E | 4          |                                 |       |

## Armement
Missiles anti-navire
- Noor
- Qader

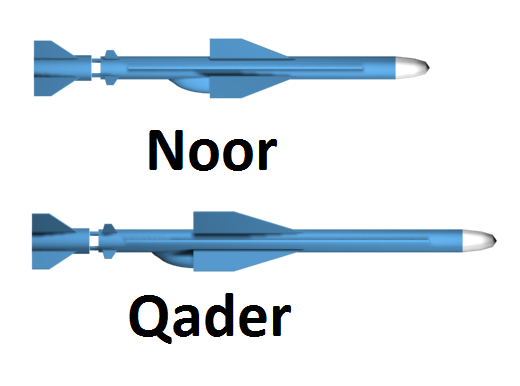
missile anti-navire Noor et Qader

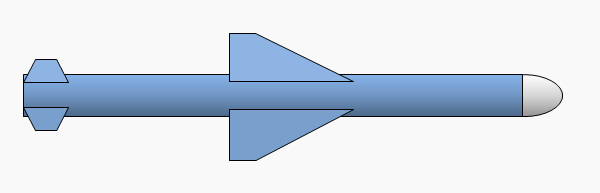
missile anti-navire léger Nasr-1

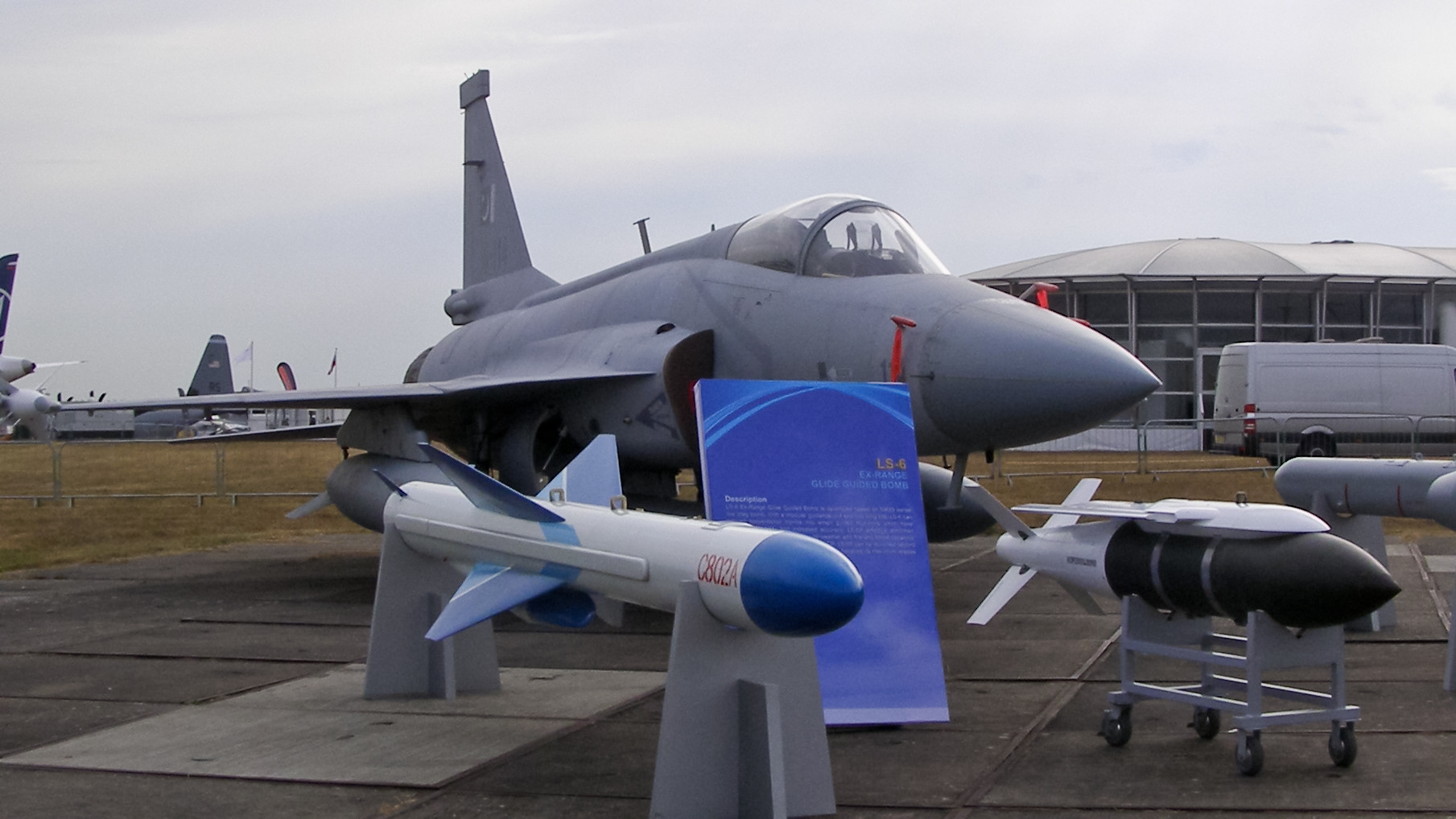
missile anti-navire chinois C-802

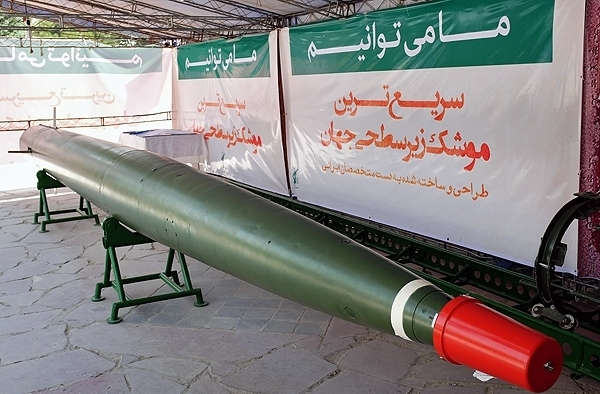
Torpille à supercavitation Hoot

- C-802  Chine, équipe les corvettes de la classe Bayandor.
- Hoot (torpille à  supercavitation), inspirée des VA-111 russes. L'Iran est l'un des rares pays (Russie, Allemagne, USA, Grande-Bretagne, Iran) à disposer de torpilles à supercavitation de fabrication locale.
- Valfajr (torpilles intelligentes tirées depuis des sous-marins)[11]
- Nasr-1 (Anti-navire léger)

## Commandement
| N  | Commandant                | Commandant | Fonction        | Fonction        |
| N  | Nom                       | Photo      | Début           | Fin             |
| -- | ------------------------- | ---------- | --------------- | --------------- |
| 7  | Abbas Mohtaj (en)         |            | 1995            | 2007            |
| 8  | Sajjad Kouchaki (en)      |            | 2005            | 2007            |
| 9  | Amiral Habibollah Sayyari |            | 29 août 2007    | 5 novembre 2017 |
| 10 | Amiral Hossein Khanzadi   |            | 5 novembre 2017 | 17 août 2021    |
| 11 | Amiral Shahram Irani      |            | 17 août 2021    | -               |

#### Vidéo
- Jeux de guerre et tests de missiles